# عملة 100 ريال يمني
تُعد عملة 100 ريال يمني أحد الفئات النقدية للريال اليمني.

## الإصدارات الورقية
| الإصدار | الصورة   | الصورة  | القيمة   | اللون الأساسي | الوصف                  | الوصف            |
| الإصدار | الأمامية | الخلفية | القيمة   | اللون الأساسي | الوجه الأمامي          | الوجه الخلفي     |
| ------- | -------- | ------- | -------- | ------------- | ---------------------- | ---------------- |
| 1993    |          |         | 100 ريال | أرجواني       | صهاريج عدن             | صنعاء            |
| 2018    |          |         | 100 ريال | أحمر وأرجواني | شجرة دم الأخوين، سقطرى | المصاطب الزراعية |

## الإصدارات المعدنية
| \| \|                          | \| \|                          | \| \|                                             | \| \|                                             | \| \| |
| ------------------------------ | ------------------------------ | ------------------------------------------------- | ------------------------------------------------- | ----- |
| 100 ريال يمني معدني (2024)     |                                |                                                   |                                                   |       |
| الوجه : دار الحجر DAR AL HAJAR | الوجه : دار الحجر DAR AL HAJAR | العكس : 1445 - 2024 البنك المركذي اليمني 100 ريال | العكس : 1445 - 2024 البنك المركذي اليمني 100 ريال |       |
| الكتلة غ                       | المعدن فولاذ                   | القطر                                             | السُمك                                             |       |
| المصمم(ون)                     | المصمم(ون)                     | الحواف مسكوك                                      | الحواف مسكوك                                      |       |
| الطرازات 2024                  | الطرازات 2024                  | القيمة الاسمية 100 ريال يمني                      | القيمة الاسمية 100 ريال يمني                      |       |
|                                |                                |                                                   |                                                   |       |

## طالع أيضًا
- قائمة النقود المعدنية اليمنية